# علم فنلندا
العلم الفنلندي (بالفنلندية: Suomen lippu) يسمى أيضاً بـ: Siniristilippu، أو علم الصليب الأزرق، هو أحد الرموز الوطنية لفنلندا. العلم له صليب أزرق داكن على خلفية بيضاء. يعتمد العلم على علم الصليب الاسكندنافي.
وافق البرلمان على علم الصليب الأزرق باعتباره العلم الوطني لفنلندا في 28 مايو 1918، ووافق مجلس الشيوخ على القانون في اليوم التالي. وقبل ذلك، كان هناك نقاش حول ألوان العلم، من بين أمور أخرى، وبعضها مؤيد للعلم اللون الأزرق والأبيض والبعض الآخر يؤيد العلم الأحمر والأصفر. في بداية العام، اقترح مجلس الشيوخ ما يسمى بعلم الأسد كعلم دولة. تم تصميم العلم الصليب الأزرق في نهاية المطاف بواسطة إيرو سنيلمان وبرونو توكانين. يحتوي العلم على ثلاثة أنواع مختلفة من الاستخدام: العلم الوطني، أي علم الصليب الأزرق العادي، وعلم الدولة المستطيل وعلم الدولة العسكري.
ولدى فنلندا سبعة أيام رسمية على الأقل من أيام العلم و 12 يوماً في السنة. ومع ذلك، يحق لكل شخص رفع العلم الفنلندي عندما يرى ذلك مناسباً.

## الرمزية
يحتوي العلم الفنلندي على صليب أزرق على خلفية بيضاء. يعتمد نمط الصليب على علم الصليب الشمالي الاسكندنافي ويوصل تماسك الشمال والالتزام بتقاليد الشمال. لا يوجد تفسير رسمي للعلم، لكن الصليب هو رمز مسيحي وبالنسبة للبعض، يرمز صليب العلم الفنلندي إلى المسيحية.
يمثل اللونان الأزرق والأبيض للعلم الفنلندي الثلج والمسطحات المائية العديدة في فنلندا بالنسبة للكثيرين. كان زاكريس توبيليوس أول من لفت انتباه الجمهور لأول مرة إلى رمزية الألوان هذه عندما دفع من أجل إدخال علم الصليب الأزرق كعلم فنلندا في منتصف القرن التاسع عشر. لأول مرة، صور توبيليوس الأزرق والأبيض على أنهما ألوان فنلندا في قصته الخيالية «الدفاع عن فنلندا» في عام 1854، والتي ظهرت في مجلة للأطفال تسمى إيوس. في الحكاية الخيالية، يقول الجنرال عن حرب الثلوج للأولاد عندما يرفع العلم الأزرق والأبيض، «'أقول لكم إن الأبيض والأزرق هما ألوان فنلندا - أبيض بثلج شتاءنا والأزرق بسبب بحيراتنا الزرقاء.» واصل توبيليوس الدفاع عن الألوان الزرقاء والبيضاء والمعارضة القوية للألوان الحمراء والصفراء لعلم الأسد في مناظرة العلم في ستينيات القرن التاسع عشر.

## تصميم
العلم الفنلندي مستطيل الشكل، يحوي الصليب الشمالي الأزرق في الوسط على خلفية بيضاء. تصميمه يعود لعام 1861 الذي استعمله نادي نيلاندسكا لليخوت المؤسس في هلسنكي في ذلك العام. يقال إن الصليب نشأ في الأساطير الإسكندنافية (Nordic Legends) القديمة، ولكن النسخة الفنلندية الرسمية تقول إن هذا الصليب تم تبنيه بعد الحصول على الاستقلال في نهاية الحرب العالمية الأولى.

## تاريخ

### علم اتحاد طلاب هلسنكي
في الاحتفال بيوم النباتات الطلابية في هلسنكي في 13 مايو 1848، تم رفع علم اتحاد طلاب هلسنكي. كان علمًا مُخيطًا من قماش الحرير الأبيض للاحتفال، مع شعار الأسد لدوقية فنلندا الكبرى محاطًا بأوراق الغار. تم الترحيب بهذا العلم في الاحتفال باعتباره العلم الفنلندي مع صيحات طويلة. كان الناتج الدائم للاحتفال الوطني هو أخذ أغنية بلادنا ،التي غنت هناك، كنشيد وطني لفنلندا.

### تذاكر المراكب الشراعية ونوادي اليخوت
منذ عام 1861، بدأت نوادي الإبحار في استخدام علم يختلف عن العلم الفنلندي الحالي فقط في أبعاده. في نهاية الحكم الروسي، كان له بالفعل نوع من وضع العلم الفنلندي غير الرسمي.
كانت هناك حاجة عملية للعلم الفنلندي في صيف عام 1862 في مدينة السبا مارستراند، عندما اضطر الطاقم الفنلندي فجأة للتجهيز لمسابقات الإبحار. تقرر بالإجماع أن تكون ألوان العلم الفنلندي الأبيض والأزرق. سرعان ما صنعت الفتيات في نادي اليخوت علمًا للقارب الفنلندي، كان الجزء العلوي منه أبيض، وأسفله أزرق، وفي الزاوية العليا كان الأسد الفنلندي.

### عقد 1860 - مناقشة العلم
في خمسينيات القرن التاسع عشر، بدأت دوائر مالكي السفن الفنلندية في النظر في الحاجة إلى علم تجاري خاص بهم. بدأ أول نقاش رئيسي حول علم فنلندا في مارس 1862، عندما اقترح فريدريك نيلاندر، عمدة أولو، علم تجاري في مقاله صحفي. في يوليو من نفس العام، اقترح علمًا أحمر اللون يتوسطه أسد فنلندي. كعلم تجاري، اقترح أيضا علمًا يتكون من مربعين أحمر ومربعين أبيضين. في العام التالي، بدأت الصحافة في هلسنكي مناقشة حول قضية إصدار الإعلام، وتم طرح العديد من المقترحات. تم الدفاع عن اللونين الأحمر والأصفر بشكل مألوف ضد شعار النبالة الفنلندي، لكنهما عارضا أيضًا للسبب نفسه.
في يونيو 1863، اتخذ زاكريس توبيليوس موقفًا قويًا لصالح العلم التجاري الأزرق والأبيض. بالنسبة إلى توبيليوس، كان اللون الأبيض والأزرق، ألوان الجليد والمياه المفتوحة التي أغلقت البحار الشمالية. بعد أن رد هيلسينجفورش داجبلاد على توبيليوس من خلال دعم العلم الأحمر والأصفر، انقسم المحاورون إلى مجموعتين متنافستين من مجموعتين من الألوان. بالإضافة إلى الأسد، تنوعت الأعلام المقترحة في المناقشة الصلبان الإسكندنافية والأعمدة الأفقية والمائلة والنجوم. سُئل برلمان دولة في عام 1863 عن إمكانية تقديم طلب للحصول على علم تجاري فنلندي، ولكن لم يتم النظر في الاقتراح، وبالتالي كان على فنلندا استخدام العلم التجاري الروسي في جميع أنحاء دوقية فنلندا الكبرى.

### مناقشات العلم في أواخر القرن التاسع عشر وأوائل القرن العشرين
بعد البرلمان، توقف النقاش حول العلم التجاري الفنلندي مرة أخرى. ومع ذلك، نظرًا لأن السلطات لم تستطع حظر استخدام شعار النبالة الذي وضعه الإمبراطور، فقد كان استخدام أعلام الأسد شائعًا في العقود التالية. وقد استخدم علم الأسد الفنلندي وعلم مارستراند الأزرق والأبيض والعلم الوطني الروسي في الأحداث الكبيرة، مثل مهرجانات الأغاني والمعارض الزراعية، ولم تتدخل السلطات حتى عام 1890. وفي الوقت نفسه، استمر الفنلنديون في مناقشة حول ما إذا كانت الألوان الوطنية للبلاد هي الأزرق والأبيض والأصفر والأحمر فقط. طلبت جمعية الفنانين الفنلنديين من مشاهير الفنلنديين إبداء آرائهم حول هذه المسألة في مجلة عيد الميلاد عام 1895. توبيليوس وسانتري ألكيو ومينا كانث وأوتو دونر، على سبيل المثال، اتخذوا موقع الأزرق والأبيض. تم دعم اللون الأحمر والأصفر، على سبيل المثال، من قبل ألبرت إدلفلت وأكسيلي غالن كاليلا وRA Wrede. ومع ذلك، فإن إعلان الإمبراطور في عام 1896 جعل العلم الوطني الروسي والأبيض والأزرق والأحمر هو العلم الوحيد الذي يتم استخدامه في فنلندا، مما أنهى الجدل الصحفي حول ألوان العلم الفنلندي. أصبح علم الأسد المقاومة وحب الحرية.

بعد اغتيال الحاكم العام بوبريكوف عام 1904 ، أُدرج الأسد الفنلندي في تذاكر الحلبة. تم استخدام هذه التذاكر من قبل الأفراد كتذاكر فيلا.
نسخة مخططة باللون الأزرق لنفس العلم.

حاولت فنلندا، التي شاركت في أولمبياد ستوكهولم عام 1912 بفريقها الخاص، استخدام العلم الأزرق والأبيض عند الافتتاح، لكن الروس طالبوا بإزالته.

### العلم الأزرق
بعد الحرب الأهلية في مايو 1918، بدأ البرلمان في الانعقاد مرة أخرى ومناقشة قضية العلم. لم يعتبر الفائزون البيض اللون الأحمر للحرس الأحمر مناسبًا للعلم، لذلك تم التصويت على الألوان الزرقاء والبيضاء على العلم.
اقترح الرسام أكسيلي غالن كاليلا صليبًا أبيض على خلفية زرقاء ليكون العلم، لكن الاقتراح تم رفضه بسبب مخاوف من حدوث ارتباك مع العلم السويدي والعلم الأيسلندي الغير رسمي. ثم رشح جالن كاليلا مرؤوسه، الفنان إيرو سنيلمان ، للرسم المسودة التي تحتاجها اللجنة. وافق سنيلمان وأعد الرسومات بمساعدة برونو توكانين على عجل. وافقت اللجنة على المسودات. ناقش البرلمان هذه المسألة في 24-28. مايو، اكتمل القانون في 28 مايو ووافق عليه مجلس الشيوخ في 29 مايو 1918.
تم تعيين الصليب الأزرق الفنلندي على خلفية بيضاء كعلم فنلندي. كان العلم وطني يحمل شعار النبالة لفنلندا في منتصف الصليب، واستخدم العلم الوطني بدون شعار النبالة كعلم بحري وتجاري. تم فرض علم الدولة كعلم حرب في شكل ثلاثي. ويتعين على الحكومة أن تحدد العلامة الإضافية لتذاكر الطيران والرسوم الجمركية والبريد.

ظل تاج دوقية فنلندا الكبرى فوق شعار النبالة الذي ظل قائماً حتى بعد التصويت في مجلس الشيوخ في يونيو 1918. في فبراير 1920، صدر قرار حكومي لإزالة التاج. في نفس العام، تم وضع شعار النبالة على القاعدة المربعة للعلم، باستثناء النتوء الصغير للقاعدة.

علم التجارة والبحرية الفنلندي عام 1918 ، العلم الوطني فيما بعد.
العلم الوطني الفنلندي 1918-1920. على رأس شعار النبالة يوجد تاج الدوقية الكبرى.
العلم الوطني الفنلندي 1920-1978. شعار النبالة الخالي من التاج على قاعدة مربعة تقريبًا.

## التعريف القانوني

### الحجم
وفقًا للقانون الفنلندي،  تبلغ نسبة العلم 11: 18 (ارتفاع:  عرض)،  وهي قريبة جِدًّا من النسبة الذهبية.  يبلغ طول علم الدولة ثلاثي الرؤوس أعرض بوحدة واحدة وطول طرف الصليب خمس وحدات.  يجب أن يكون عرض الذراعين في الصليب الأزرق ثلاث وحدات،  مع إعطاء شكل صليب بنسبة 4:  3:  4 (رَأْسِيًّا) و 5:  3:  10 (أُفُقِيًّا).  عندما يتم رفع العلم في سارية العلم،  يوصى بأن يكون عرض العلم يساوي سدس ارتفاع العمود.

### استعمال

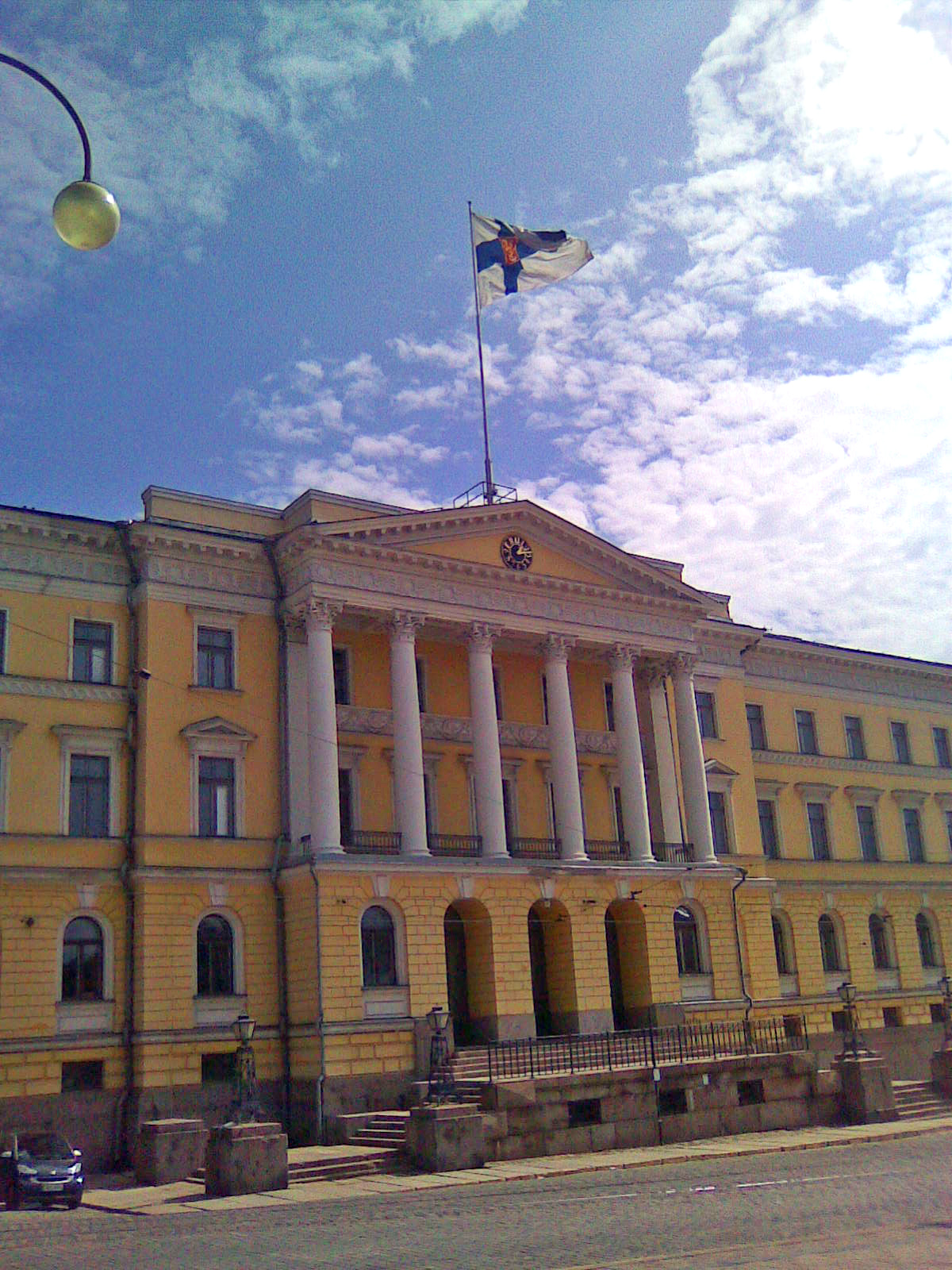
المقر الرئيسي للحكومة الفنلندية في ميدان مجلس الشيوخ بهلسنكي يرفع علم الدولة.

يستخدم العلم الفنلندي في ثلاثة أشكال رئيسية. يتم استخدام العلم الوطني المعتاد من قبل جميع المواطنين والمنظمات والبلديات والمناطق الفنلندية. يُسمح لأي شخص برفع العلم الوطني متى رأى ذلك مناسبًا. يتم استخدام علم الدولة المستطيل من قبل هيئات الحكومة الوطنية الفنلندية وحكومات المقاطعات، وكاتدرائية الفصول التابعة للكنيستين الوطنيتين (الإنجيلية اللوثرية والأرثوذكسية)، والسفن غير البحرية التابعة للدولة.
ترفع جميع الهيئات العامة وكذلك معظم المواطنين والشركات العلم في أيام العلم الرسمية. بالإضافة إلى أيام العلم الرسمية، هناك حوالي عشرة أيام علم غير رسمية ولكن يتم الالتزام بها بشكل عام. إلى جانب أيام العلم، عادة، لا تُرفع أعلام أو أعلام شركات.
يتم رفع العلم الفنلندي عند 8 صباحًا وخفضه عند غروب الشمس، ولكن في موعد لا يتجاوز 9 مساء. في يوم الاستقلال، يتم رفع العلم حتى الساعة 8 مساءا بغض النظر عن الظلام. بمناسبة المآسي الوطنية الكبرى، قد توصي وزارة الداخلية برفع العلم في نصف الصاري في جميع أنحاء البلاد.
كعرف خاص في فنلندا، يتم رفع العلم في منتصف الصيف من 6 مساء عشية منتصف الصيف حتى 9 مساء يوم منتصف الصيف. يتم ذلك ليرمز إلى حقيقة أن الظلام لا يأتي إلى أي جزء من فنلندا خلال ليلة منتصف الصيف. يتم الاحتفال أيضًا بمنتصف الصيف باعتباره يوم العلم الفنلندي.

### الألوان
تم تحديد الألوان في كل من معايير سي آي إي 1931 وإل آ بيه 1976، والمعيار السويدي SS 01 91 22 ونظام مطابقة بانتون:
| مخطط الألوان | أزرق                 | أحمر               | الأصفر             |
| --- | -------------------- | ------------------ | ------------------ |
| CIE (x, y, Y) | 0.1856، 0.1696، 5.86 | 0.576، 0.312، 10.9 | 0.486، 0.457، 45.7 |
| CIE (L *، a *، b *) | 29.06، 7.24، 36.98   | 39.4، 59.0، 29.6   | 73.4، 14.8، 79.0   |
| SS 01 91 22 | 4060-R90B            | 1090-Y90R          | 0080-Y204          |
| بانتون | 294 c                | 186 c              | 123 c              |
| * القسم 3 من المصدر يعطي لقيم CIE المنارة D65 وهندسة القياس d / 2 °.* المصدر: http://www.finlex.fi/fi/laki/alkup/1993/19930827 قرار الحكومة 827/1993 (بالفنلندية) |                      |                    |                    |

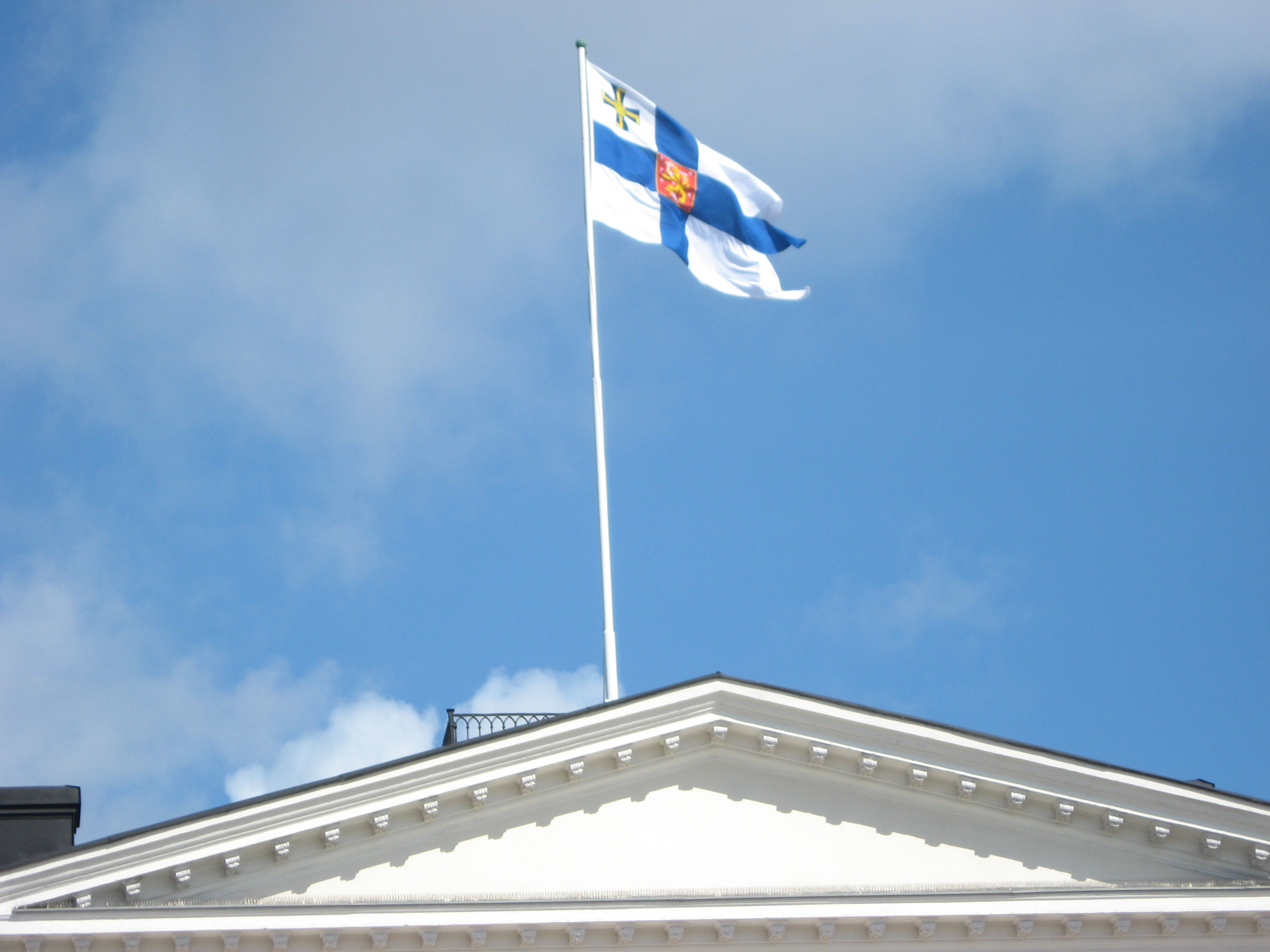
المعيار الرئاسي الفنلندي في القصر الرئاسي بهلسنكي.

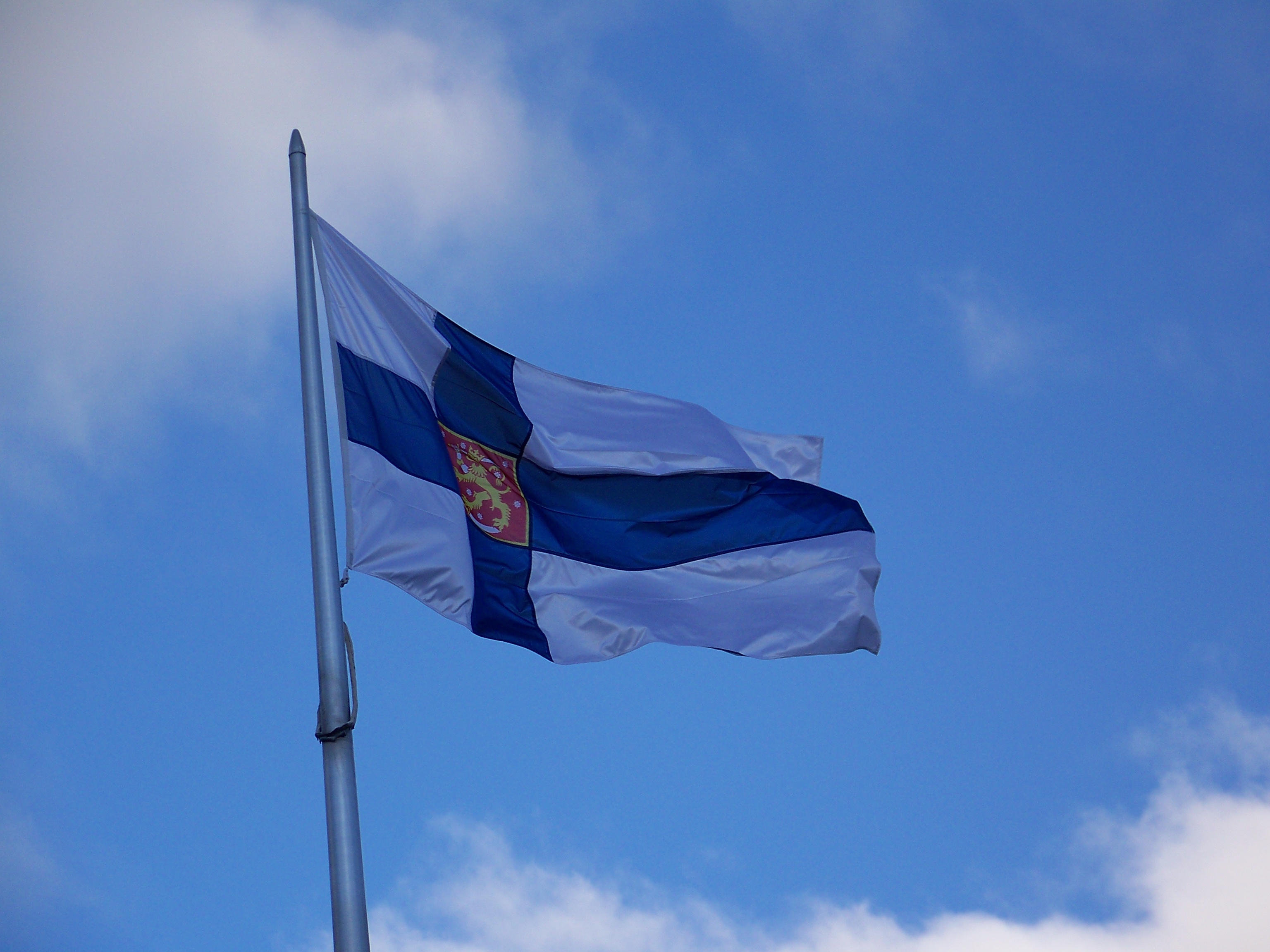
علم في السفارة الفنلندية، كانبرا.

لا يوجد تعريف RGB رسمي للألوان، لأن نطاق ألوانه ضيق للغاية. من الألوان CIE L* a*b* تكون التقريبات غير الرسمية في sRGB (نطاق 0-255): الأزرق R= 24، G= 68، B= 126، الأحمر R= 181، G = 28، B= 49 وR= 237، G= 167، B= 0. اللون الأصفر يقع في الواقع خارج مساحة اللون sRBG. ويسمى اللون الأزرق 'البحر الأزرق'، وهو الظلام إلى اللون الأزرق المتوسط. ليس اللون الأزرق الداكن جدا، وبالتأكيد ليس أي الظل مشرق أو أخضر مثل الفيروز أو السماوي. قد يكون بديلا عن صبغة هيرالد اللازوردية.
يتم استخدام الأحمر والأصفر في شعار النبالة الذي يظهر على علم الدولة.
بدلاً من ذلك، قد يجد الفنانون أو الطلاب أنه من المفيد معرفة أن اللون الأزرق في العلم الوطني الحالي للاستخدام المدني (لا يوجد متغير)، له لون سداسي عشري تقريبي: # 002f6c أو RGB لـ R: 0 G: 47 B: 108. يتم تحويل هذه الألوان من Pantone 294 C كما هو مذكور أعلاه في الجدول.

## قواعد أخرى
بموجب القانون الفنلندي، يحظر تشويه العلم أو استخدامه بطريقة غير محترمة. كما أنه من غير القانوني إزالة العلم من عموده دون إذن. قد يتم تغريم أي شخص يخالف هذه اللوائح بتهمة إهانة العلم. حظر القانون الفنلندي أيضًا استخدام العلم الرئاسي أو علم الدولة دون إذن، بالإضافة إلى إضافة أي رموز إضافية إلى العلم. لا يجوز بيع علم له ألوان أو أشكال هندسية مختلفة عما يحدده القانون. تعتبر هذه انتهاكات للوائح العلم ويمكن أن تؤدي إلى دفع غرامة.

هناك أيضًا قواعد مشتركة حول كيفية التعامل مع العلم باحترام. يجب ألا يكون العلم متسخًا أو تالفًا. يجب ألا يلمس العلم الأرض أبدًا. عندما يتم غسل العلم، يجب تجفيفه في الداخل. يجب التخلص من العلم البالي عن طريق حرقه (ولكن ليس بقصد تشويهه)، أو بدلاً من ذلك عن طريق قطعه إلى قطع صغيرة بما يكفي بحيث لا يمكن التعرف عليها كأجزاء من العلم. يجب عدم دفن العلم في الأرض أو البحر (بما في ذلك عدم رميها في القمامة).

تصميم علم نادي اليخوت الفنلندي؛ تم استبدال X المحاط بدائرة بشعار النادي؛ نسبة العلم: 11:18

## رايات نادي اليخوت
ينص قانون فنلندا أن أي ناد لليخوت مسجل في فنلندا يسطيع تقديم طلب لكي يكون لديه علم يحمل شعار النادي المعتمد رسميًا للاستخدام في اليخوت. ويكون شكل خاص من العلم الفنلندي، مع صليب أبيض رفيع (عرض 3/5 وحدات) على الصليب الأزرق ورمز نادي القوارب في الزاوية العليا. توزع معظم نوادي اليخوت هذه الرايات على أعضائها، وهي مستخدمة بكثرة، ولكن لا ينصح باستخدامها خارج المياه الفنلندية لتجنب الالتباس. رسميًا، ومع ذلك، فإن شارة نادي اليخوت صالحة حتى للاستخدام الدولي.

## أعلام تاريخية

علم فنلندا (1918-1920)
علم فنلندا 1918-1920 (دولة)
علم فنلندا 1918-1920 (عسكري)
علم حاكم فنلندا 1918-1919

علم فنلندا 1920-1978 (دولة)
علم فنلندا 1920-1978 (عسكري)
علم رئيس فنلندا (1920-1944 و 1946-1978)
العلم الرئاسي لفنلندا كما استخدمه المشير مانرهايم، رئيس فنلندا السادس (1944-1946)

علم دولة فنلندا (1978 حتى الآن)
علم فنلندا العسكري (1978 إلى الوقت الحاضر)
المعيار الرئاسي لفنلندا (1978 إلى الوقت الحاضر)

## اقتراحات

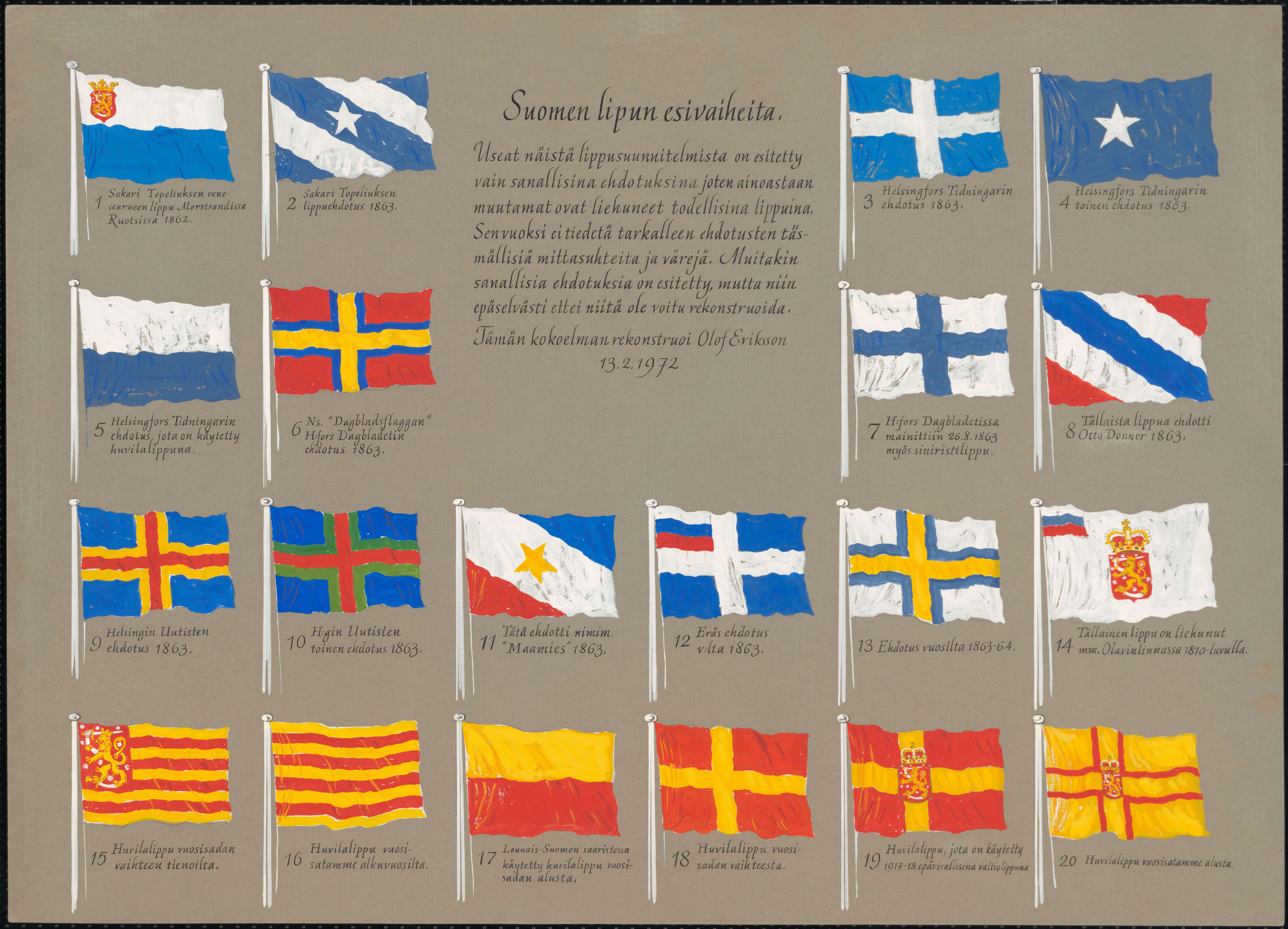
الأعلام المقترحة لفنلندا 1862-1918، التي جمعها أولوف إريكسون.
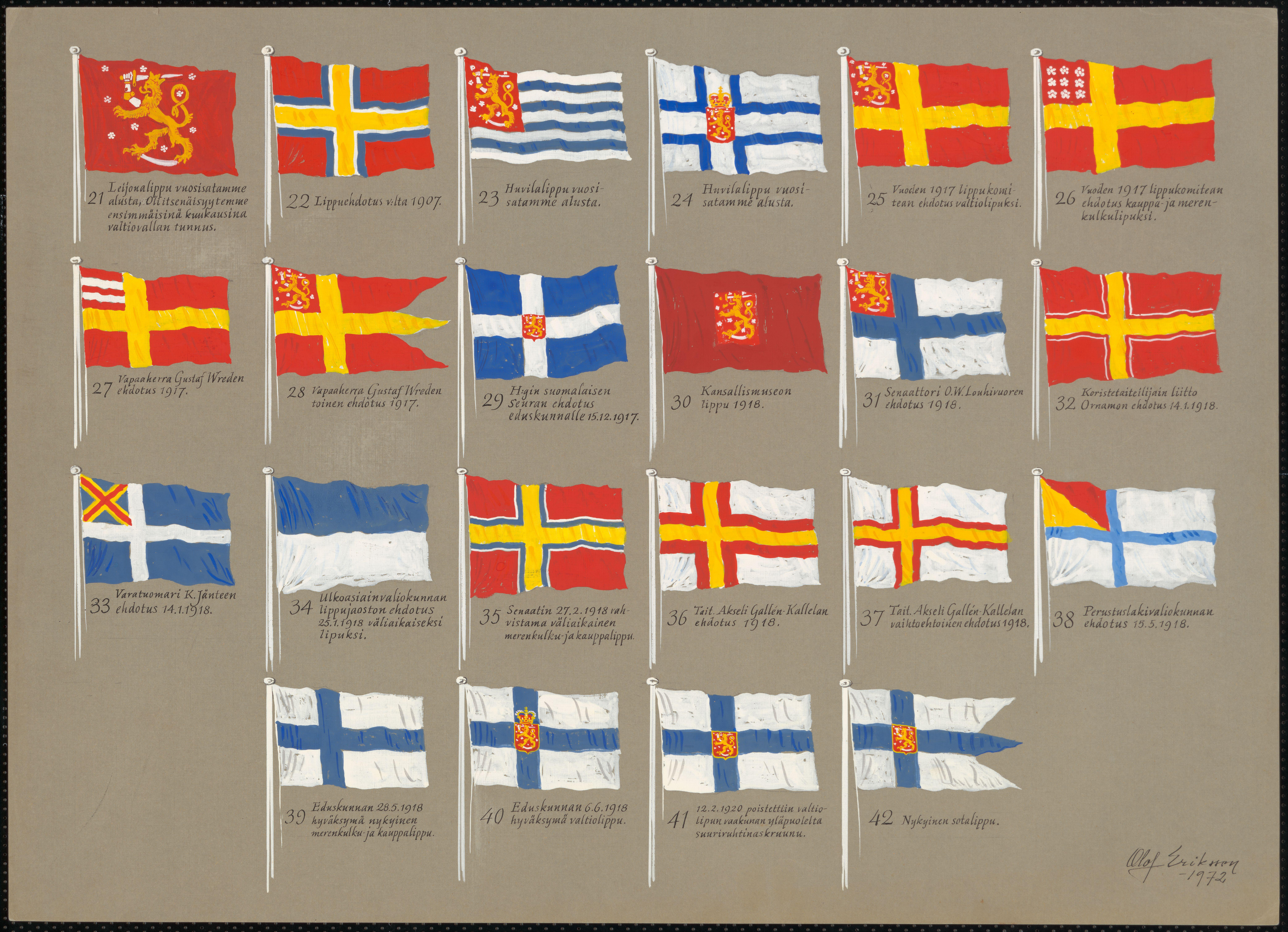

## روابط خارجية
- وزارة الداخلية الفنلندية: علم وأذرع فنلندا